# Pyeongnae-dong
Pyeongnae-dong (koreanska: 평내동)  är en stadsdel i staden Namyangju i  provinsen Gyeonggi i den norra delen av Sydkorea, 25 km nordost om huvudstaden Seoul.